# Blue Prolific
Blue Prolific es una variedad cultivar de ciruelo (Prunus domestica), de las denominadas ciruelas europeas,
una variedad de ciruela antigua de Reino Unido, cuyos orígenes es una obtención por los viveros "Rivers" en Sawbridgeworth, Herts.
Las frutas tienen un tamaño pequeño a medio, color de piel azul oscuro, y pulpa de color amarillo verdosa oscura, con una textura de mediana a firme, jugosa, y un sabor de subácida a un poco dulce al gusto.

## Sinonimia
- "Fertile Bleue",
- "Rivers' Blue Prolific",
- "Rivers' No. 4 1".[5]

## Historia
'Blue Prolific' es una variedad antigua de Inglaterra, cuyos orígenes es una obtención por los viveros "Rivers" en Sawbridgeworth, Herts. Fructificó por primera vez alrededor de 1865 y se introdujo en los circuitos comerciales en 1875. Recibido por el "National Fruit Trials" ("Probatorio Nacional de Fruta") en 1905.
'Blue Prolific' fue descrita por: 1. Flor. and Pom. 89. 1876. 2. Hogg Fruit Man. 722. 1884. 3. Guide Prat. 156, 356. 1895.
'Blue Prolific' está cultivada en diversos bancos de germoplasma de cultivos vivos, tales como en National Fruit Collection (Colección Nacional de Fruta) de Reino Unido con el número de accesión: 1953-131 y Nombre Accesión : Blue Prolific.

## Características
'Blue Prolific' árbol con una copa abierta y ancha. Autofértil, tiene un tiempo de floración que comienza a partir del 14 de abril con el 10% de floración, para el 19 de abril tiene una floración completa (80%), y para el 29 de abril tiene un 90% de caída de pétalos.
'Blue Prolific' tiene una talla de tamaño pequeño a medio (peso promedio 17,40 gr), de forma oval, con la sutura bien perceptible; epidermis recubierta de pruina muy abundante, espesa, blanquecina, pubescencia muy abundante por casi todo el fruto, pero sobre todo en el polo pistilar, la piel con color azul oscuro, punteado lenticelar abundante muy menudo; Pedúnculo de longitud corto o mediano (promedio de 12,80mm), fuerte, muy pubescente, casi tomentoso, ubicado en una cavidad del pedúnculo de anchura mediana y poca profundidad, medianamente rebajada en la sutura, y menos y más suavemente en el lado opuesto;pulpa de color amarillo verdosa oscura, con una textura de mediana a firme, jugosa, y un sabor de subácida a un poco dulce al gusto.
Hueso semi libre, rara vez libre, de tamaño mediano, elíptico, con ligera cresta ventral, con surco dorsal profundo y ancho; surcos laterales poco acusados, y las caras laterales semi-lisas en parte central, rugosas o escabrosas en zona pistilar y con bastantes orificios junto a zona dorsal.
Su tiempo de recogida de cosecha se inicia en la tercera decena de agosto a la primera decena de septiembre.

## Usos
La ciruela 'Blue Prolific' es una buena ciruela de uso en numerosas aplicaciones de cocina.